# Roccella Valdemone
Roccella Valdemone est une commune de la ville métropolitaine de Messine, dans la région Sicile, en Italie.

## Communes limitrophes
Castiglione di Sicilia, Malvagna, Mojo Alcantara, Montalbano Elicona, Randazzo, Santa Domenica Vittoria.